# Йоханес Р. Бехер
Йоханес Р. Бехер (на немски: Johannes R. Becher) с цяло име Йоханес Роберт Бехер е немски поет, белетрист и драматург, роден в Мюнхен в семейството на юрист.

## Биография

### Младежки години
През 1910 г., отвратен от буржоазния морал на родителите си и от социалното лицемерие, Йоханес Бехер решава да се самоубие заедно с приятелката си, но самият той, след като я застрелва, оцелява, макар и с тежки поражения. Следва филология, философия и медицина в родния си град, в Йена и Берлин.
Съвсем млад Бехер започва да пише и сътрудничи на експресионистичното списание „Ди Акцион“ в търсене на нови поетически форми и нов художествен изказ. Поради влошеното си здраве от опита за самоубийство е освидетелстван като негоден за военна служба и избягва участието си в Първата световна война, но се пристрастява към наркотици. Престоява в психиатрични клиники, за да се лекува от морфинова зависимост. Прави нов опит за самоубийство, като си прерязва вените, но и този път оцелява.

### Политически път
В 1918 г. Бехер става член на съюза „Спартак“, от който се сформира новосъздадената Комунистическаска партия на Германия. Разочарован от поражението на Ноемврийската революция, поетът напуска в 1920 г. комунистическата партия и се отдава на религията, но в 1923 г. отново се връща в партията и се заема с журналистическа и писателска дейност в полза на една бъдеща социална революция. Срещу стихосбирката му „Трупът на трона“ (1925) и романа му „Люисит или Единствената справедлива война“ (1925) е заведено съдебно дело за „подготовка за държавна измяна“. (В същата година в България Гео Милев е подведен под отговорност за поемата си „Септември“ и загива като „безследно изчезнал“.) Процесът срещу Йоханес Р. Бехер е прекратен едва през 1928 г. поради протестите на видни световни писатели като Томас Ман, Ромен Ролан и Максим Горки. През 1932 г. Бехер става кандидат за депутат на Комунистическата партия на Германия (KPD) в Райхстага.

### Години на националсоциализъм и комунизъм
Когато на власт идват националсоциалистите, книгите на Йоханес Р. Бехер са публично изгаряни и му е отнето немското гражданство. Поетът успява да емигрира през Париж в Съветския съюз, но там търпи обвинения в „троцкистки уклон“ и прави нови опити за самоубийство. Под натиска на събитията и сталинистките „чистки“ неговият литературен стил се променя от „екстатичен експресионизъм“ в „социалистически реализъм“. Близка дружба го свързва с унгарския философ и литературен теоретик Дьорд Лукач, който го подтиква да се запознае по-обстойно с литературата на XVIII и XIX век – така поетът открива за творчеството си формата на сонета.

### Кариера в Германската демократична република
След края на Втората световна война Бехер се завръща в родината си и отдава силите си за духовното възраждане на Германия, като става президент на Академията на изкуствата на ГДР и министър на културата. През 1949 г. е сред основателите на най-значимото литературно списание в ГДР „Зин унд форм“.
През 1952 г. получава Сталинска награда за мир от съветското правителство.
Създаденият през 1955 г. Литературен институт в Лайпциг е наречен след смъртта на поета (1958) на неговото име.

## Поезия
В най-доброто от лириката на Йоханес Р. Бехер се сплитат народностни мотиви с интимни изповеди, политически копнения с прекрасни природоописания, а философските му „Немски сонети“  (1951) са изпълнени с дълбоки прозрения за смисъла на живота и мястото на човека върху раздираната от противоречия земя.
През 1958 г. в чест на поета е учредена литературната награда „Йоханес Р. Бехер“.